# Ženy v architektuře

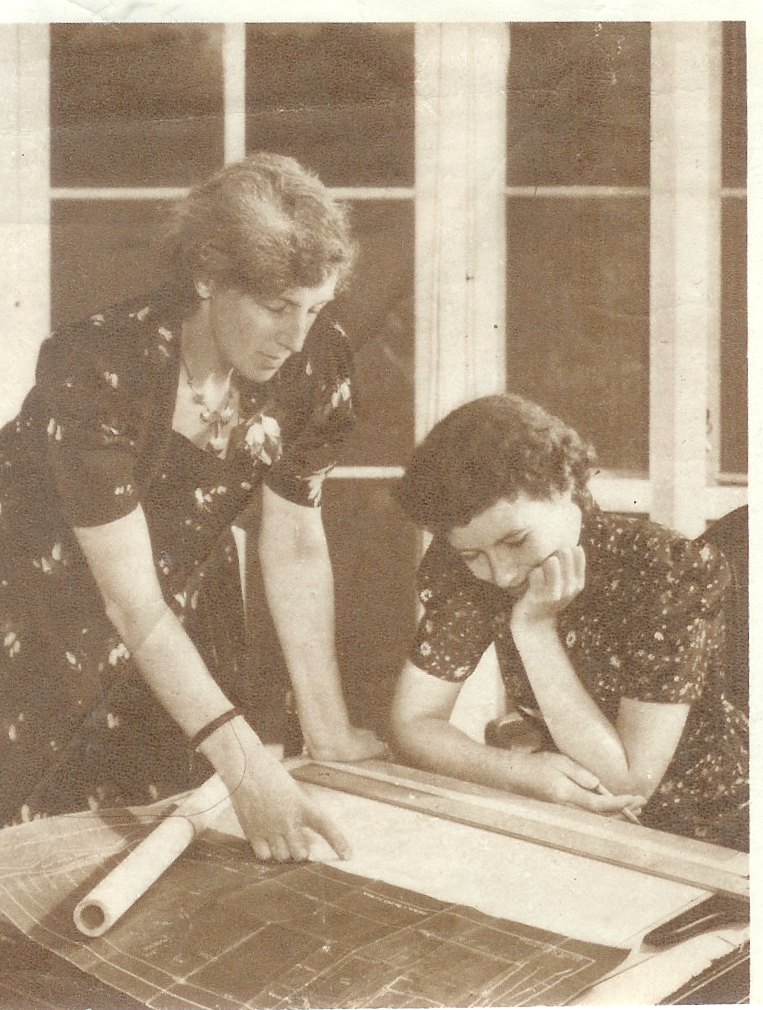
Nora Stanton Barney (1883–1971) a její dcera Rhoda Jenkins (1920–2007) ve společné architektonické kanceláři

Ženy v architektuře se v současném pojetí vztahuje k práci a postavení žen v architektuře v minulosti a současnosti jako součásti dějin architektury nebo dějin žen. Konkrétně se jedná o profesionální (nebo amatérské) architektky a jejich práci, jejich vzdělávání a jejich společenské vnímání a význam. Od roku 1857, kdy se architektura začala organizovat jako povolání, byl počet žen v architektuře nízký. Na konci 19. století, počínaje Finskem, začaly některé školy architektury v Evropě přijímat ženy do svých studijních programů. V roce 1980 se Rosaria Piomelli, narozená v Itálii, stala první ženou, která zastávala děkanství jakékoli školy architektury ve Spojených státech jako děkanka na City College of New York School of Architecture. Od uznání architekta jako samostatné, akademické profese v 19. století byl podíl žen v architektuře zpočátku velmi nízký. Studie provedená v roce 2014 Radou architektů Evropy ve 30 evropských zemích odhaduje, že v roce 2014 bylo mezi praktikujícími architekty až 39 % žen, nicméně ženy v architektonické praxi vydělávají za stejnou práci v průměru výrazně méně než jejich mužští kolegové. Rychleji se na ně také zapomíná, a to i v případě, že „vytvořily převratné dílo“. Teprve v posledních letech se ženám dostává širšího uznání, například jako držitelkám Pritzkerovy ceny z přelomu tisíciletí.

## Rané příklady
Dvě evropské ženy jsou příkladem toho, že ženy hrály důležitou roli v architektuře, když navrhovaly nebo určovaly vývoj rozestavěných budov. Ve Francii se Catherine Briçonnet (asi 1494–1526) podílela na projektování zámku Chenonceau v údolí Loiry, v letech 1513–1521 dohlížela na stavební práce a přijímala důležitá architektonická rozhodnutí v době, kdy její manžel bojoval v italských válkách. V Itálii pracovala Plautilla Bricci (1616–1690) se svým bratrem Basiliem a sama na kaplích a palácích v okolí Říma. V letech 1582–1587 stavěla Jacquette de Montbron (1542–1598) zámek Matha. Anglické šlechtičny, jako Bess z Hardwicku (1527–1608) a lady Anne Cliffordová (1590–1676), byly rovněž zodpovědné za výstavbu zámků a renovaci svých panství.
Na počátku 17. století nechala Catherine de Vivonne (1588–1665) se svým manželem zrekonstruovat pařížský Hôtel de Rambouillet podle svých plánů a přestavět jej tak, aby se v po sobě navazujících salonních místnostech mohli snadno scházet literáti. V Británii existují doklady o tom, že lady Elizabeth Wilbrahamová (1632–1705) studovala dílo nizozemského architekta Pietera Posta i Palladiovo dílo v italských Benátkách a Stadtresidenz v německém Landshutu. Byla uváděna jako architektka Wotton House v Buckinghamshiru a mnoha dalších staveb. Rovněž se předpokládá, že byla učitelem Sira Christophera Wrena. Wilbrahamová musela využívat mužské architekty, kteří dohlíželi na stavební práce. V současné době existuje mnoho výzkumů, včetně výzkumu Johna Millara, které ukazují, že mohla navrhnout až 400 staveb včetně osmnácti londýnských kostelů, které byly dříve připisovány jejímu žákovi siru Christopheru Wrenovi.

Ke konci 18. století navrhla jiná Angličanka Mary Townleyová (1753–1839), jejímž učitelem byl malíř Sir Joshua Reynolds, několik budov v Ramsgate v jihovýchodní Anglii včetně Townley House, který je považován za architektonický skvost. Sara Loshová (1785–1853) byla Angličanka a majitelka pozemků ve Wreay. Byla označována za ztraceného romantického génia, starožitnici, architektku a vizionářku. Jejím hlavním dílem je St. Mary's Church (Wreay) v Cumbrii, ale postavila také různé přidružené stavby a památníky.

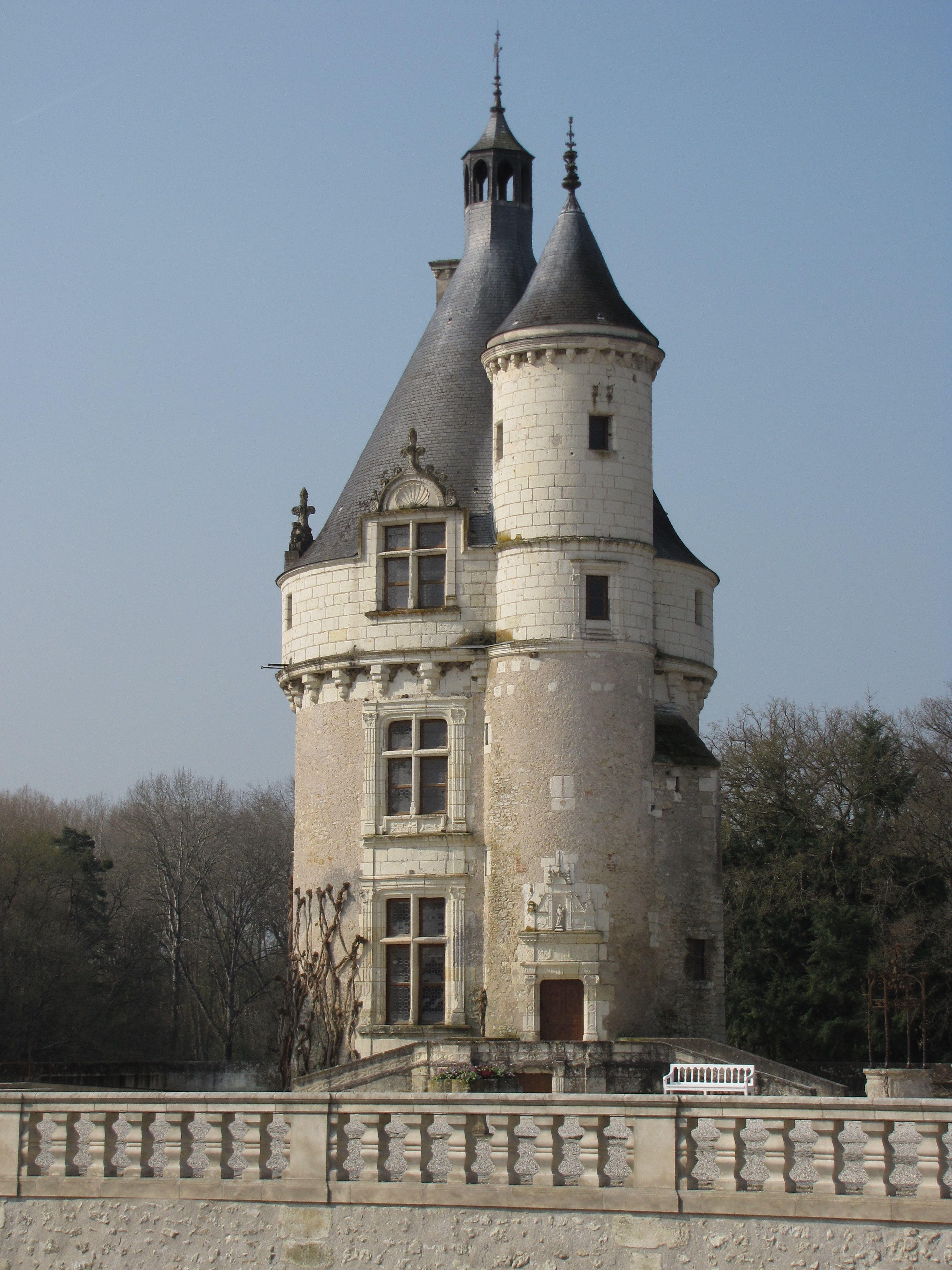
Katherine Briçonnet: Věž zámku Chenonceau (1521)
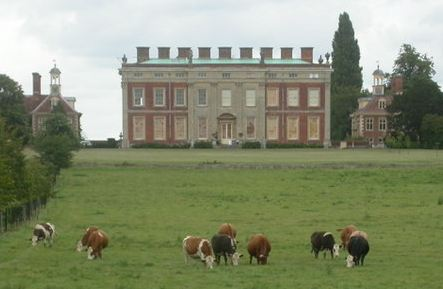
Wotton House, Buckinghamshire (1714), možná navržený Elizabeth Wilbraham
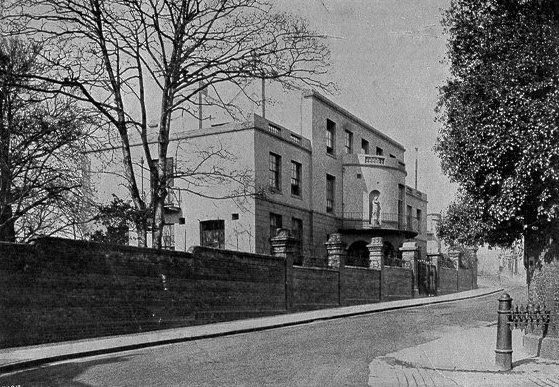
Mary Townley: Townley House, Ramsgate (1780)
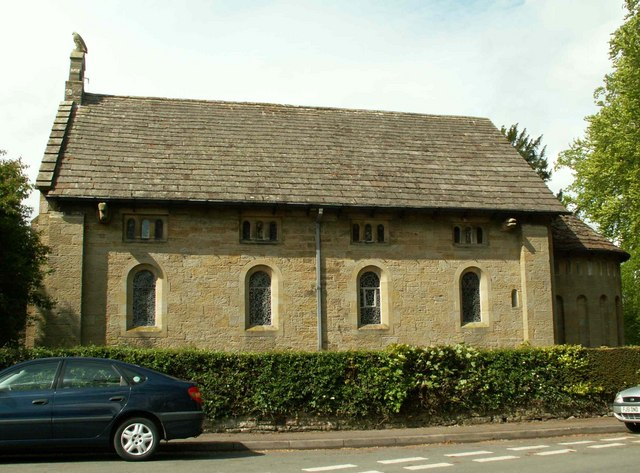
Sara Losh: kostel St Mary's, Wreay (1842)

## Průkopnice nových začátků
V 19. století se profese architekta stala samostatnou akademickou disciplínou. Ve druhé polovině 19. století začaly jednotlivé vzdělávací instituce poprvé přijímat do svých studijních oborů i ženy, kromě toho však někdy přicházela ke slovu i praxe na pracovišti.
Angličanka, Sophy Grayová (1814–1871), manželka Roberta Graye, který se v roce 1847 stal biskupem v Kapském Městě, pomáhala svému manželovi s jeho administrativními a společenskými povinnostmi, ale především navrhla nejméně 35 jihoafrických anglikánských kostelů dokončených v letech 1848–1880, všechny ve stylu novogotiky, o které projevovala velký zájem.
Matka Joseph Pariseau (1823–1902), dcera francouzsko-kanadského výrobce kočárů, byla nejen jednou z prvních architektek v Severní Americe, ale také průkopnicí architektury na severozápadě Spojených států. V roce 1856 se spolu se čtyřmi sestrami z Montrealu přestěhovala do Vancouveru ve státě Washington, kde navrhla jedenáct nemocnic, sedm akademií, pět škol pro indiánské děti a dva sirotčince v oblasti zahrnující dnešní stát Washington, severní Oregon, Idaho a Montanu.
Louise Blanchard Bethune (1856–1913) z Waterloo ve státě New York byla první známou Američankou, která pracovala jako profesionální architektka. V roce 1876 přijala místo kresličky v kanceláři Richarda A. Waitea a F. W. Caulkinga v Buffalu, kde pracovala pět let a prokázala, že se dokáže prosadit v této mužské profesi. V roce 1881 si v Buffalu otevřela samostatnou kancelář, v níž spolupracovala se svým manželem Robertem Bethunem, a získala tak titul první profesionální architektky v zemi. Stala se první ženskou členkou Amerického institutu architektů (AIA.)
Sophia Hayden (1868–1953) byla první ženou, která v roce 1890 absolvovala bakalářské studium architektury na Massachusettském technologickém institutu. Na Světové výstavě 1893 v Chicagu vzbudil celosvětovou pozornost jeden z jejích návrhů: Ženská budova, pavilon s uměleckými díly, projekty, statistikami o ženské problematice a knihami žen. Haydenová dostávala za svou práci poměrně nízký plat; zadavatel navíc její návrh neustále měnil a nakonec ji propustil. Odešla do důchodu a později už jako architektka nepracovala.
Marion Mahony Griffinová (1871–1961) získala titul v oboru architektury na Massachusettském technologickém institutu v roce 1894. V roce 1895 začala pracovat v kanceláři Franka Lloyda Wrighta, kde se její kresby staly jakousi „veřejnou vizitkou plánování Franka Lloyda Wrighta.“ Během Wrightovy cesty do Evropy v roce 1910 vyřizovala otevřené zakázky kanceláře. V roce 1911 se provdala za svého kolegu Waltera Burleyho Griffina a motivovala ho k účasti v soutěži v Austrálii; pravděpodobně díky její kresbě získal první místo. V následujících letech Mahony Griffinová podporovala svého manžela v jeho práci v Canbeře, Melbourne a Sydney; po jeho smrti v Indii v roce 1937 se soustředila na udržování a šíření jeho architektonického díla.
Julia Morgan (1872–1957) byla americká architektka a inženýrka. Během své dlouhé a plodné kariéry navrhla více než 700 budov v Kalifornii. Nejvíce se proslavila svou prací na Hearstově hradu v kalifornském San Simeonu. Byla první ženou, která byla přijata do programu architektury na École nationale supérieure des Beaux-Arts v Paříži, a první ženou s licencí v Kalifornii. Navrhla mnoho staveb pro instituce sloužící ženám a dívkám, včetně řady YWCA a budov pro Mills College. Byla první ženou, která v roce 2014 posmrtně obdržela nejvyšší ocenění Amerického institutu architektů, zlatou medaili AIA.
Další ranou praktikující architektkou ve Spojených státech byla Emily Williams (1869–1942) ze severní Kalifornie. V roce 1901 se spolu se svou přítelkyní Lillian Palmer přestěhovala do San Franciska, kde studovala kreslení na Kalifornské střední škole mechanických umění (California High School of Mechanical Arts). Podporována Palmerovou pokračovala ve stavbě řady domků a domů v této oblasti, včetně rodinného domu na Broadwayi 1037 v San Francisku, který je dnes památkově chráněn.
Theodate Pope Riddle (1868–1946) vyrůstala v zámožném prostředí ve Farmingtonu ve státě Connecticut, kde si najala členy fakulty, aby ji doučovali architekturu. Její rané návrhy, jako například návrh Hill-Stead (1901), převedla do pracovních výkresů firma McKim, Mead and White, čímž jí poskytla praxi v architektuře. Byla první ženou, která získala licenci architekta v New Yorku i Connecticutu, a v roce 1926 byla jmenována členkou kolegia členů AIA.
Významnou průkopnicí počátků architektury byla Josephine Wright Chapmanová (1867–1943). Chapmanová nezískala žádné formální architektonické vzdělání, ale než si založila vlastní firmu, navrhla řadu staveb. Byla architektkou Tuckerman Hall ve Worcesteru ve státě Massachusetts a je považována za jednu z prvních a nejúspěšnějších amerických architektek.
Virginia Andreescu Haret (1894–1962) byla první rumunskou ženou, která v roce 1919 vystudovala architekturu, a první ženou, která se stala rumunskou generální inspektorkou architektury. Ve studiu pokračovala v Itálii a poté pracovala v technické službě ministerstva národního školství (Rumunsko). Haretová navrhovala školy, veřejné budovy i soukromé domy a reprezentovala Rumunsko na mezinárodních konferencích.
Ruth Crawford Mitchellová (1890–1984), zastánkyně studentů-imigrantů na Pittsburské univerzitě, vymyslela, navrhla a řídila Cathedral’s ‘Nationality Classrooms’. V roce 1919 přijela do Československa, kde společně s Alicí Masarykovou založily první Vyšší sociální školu v ČSR. Také spolu navrhly první výměnný vzdělávací program. První dvě české studentky jako stipendistky přijely na Vassar v roce 1920.
Olive Tjaden (1904–1997) získala v roce 1925 titul architekta na Cornellově univerzitě. Byla jednou z nejvýznamnějších architektek na severovýchodě USA a dlouhá léta jedinou ženou v Americkém institutu architektů. Na její počest je pojmenována budova fakulty architektury na Cornellově univerzitě.
Elizabeth Wright Ingraham (1922–2013), dcera Johna Lloyda Wrighta a vnučka Franka Lloyda Wrighta, navrhla přibližně 150 budov v Colorado Springs.

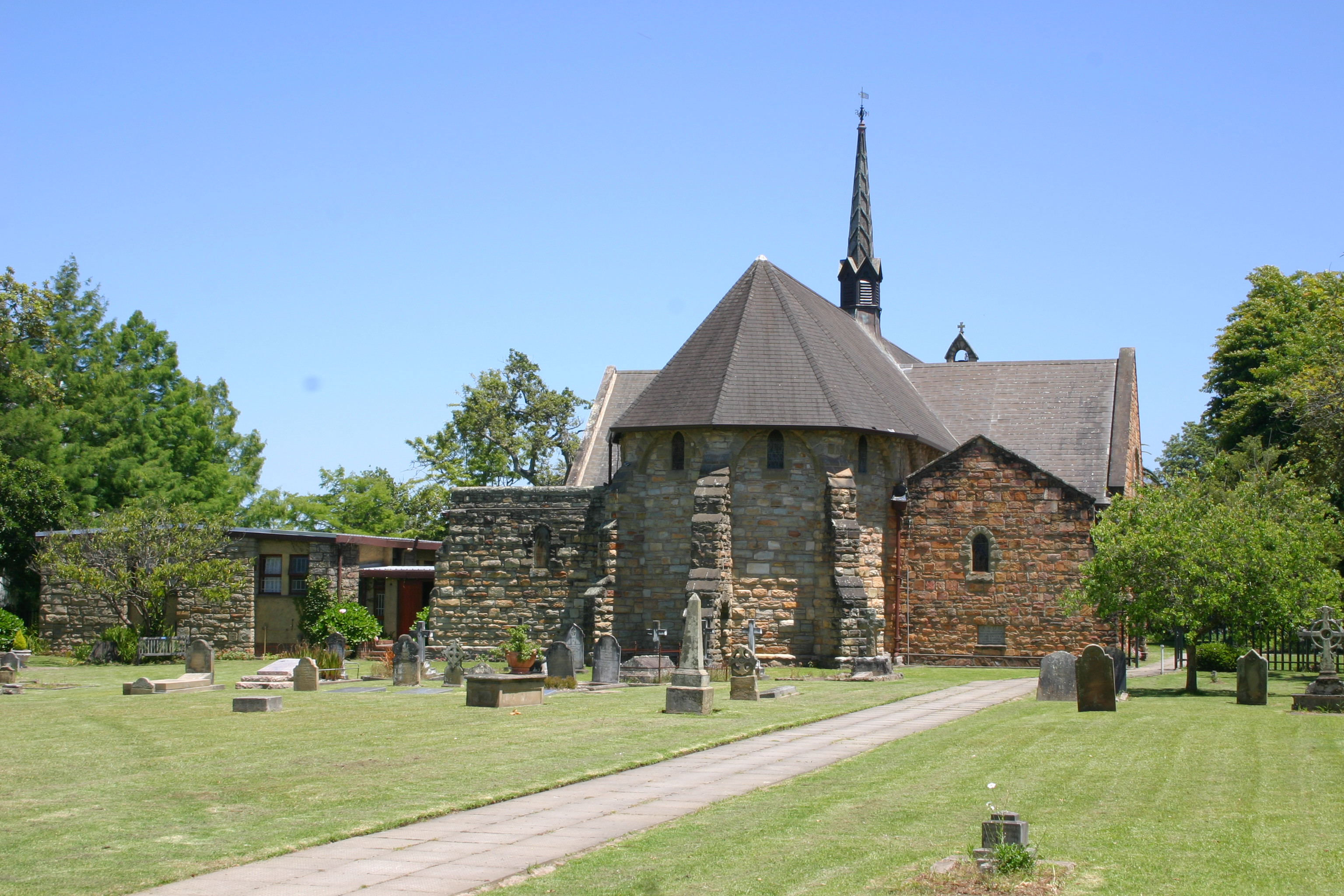
Sophy Gray: Katedrála svatého Marka, George, Jižní Afrika (1849)
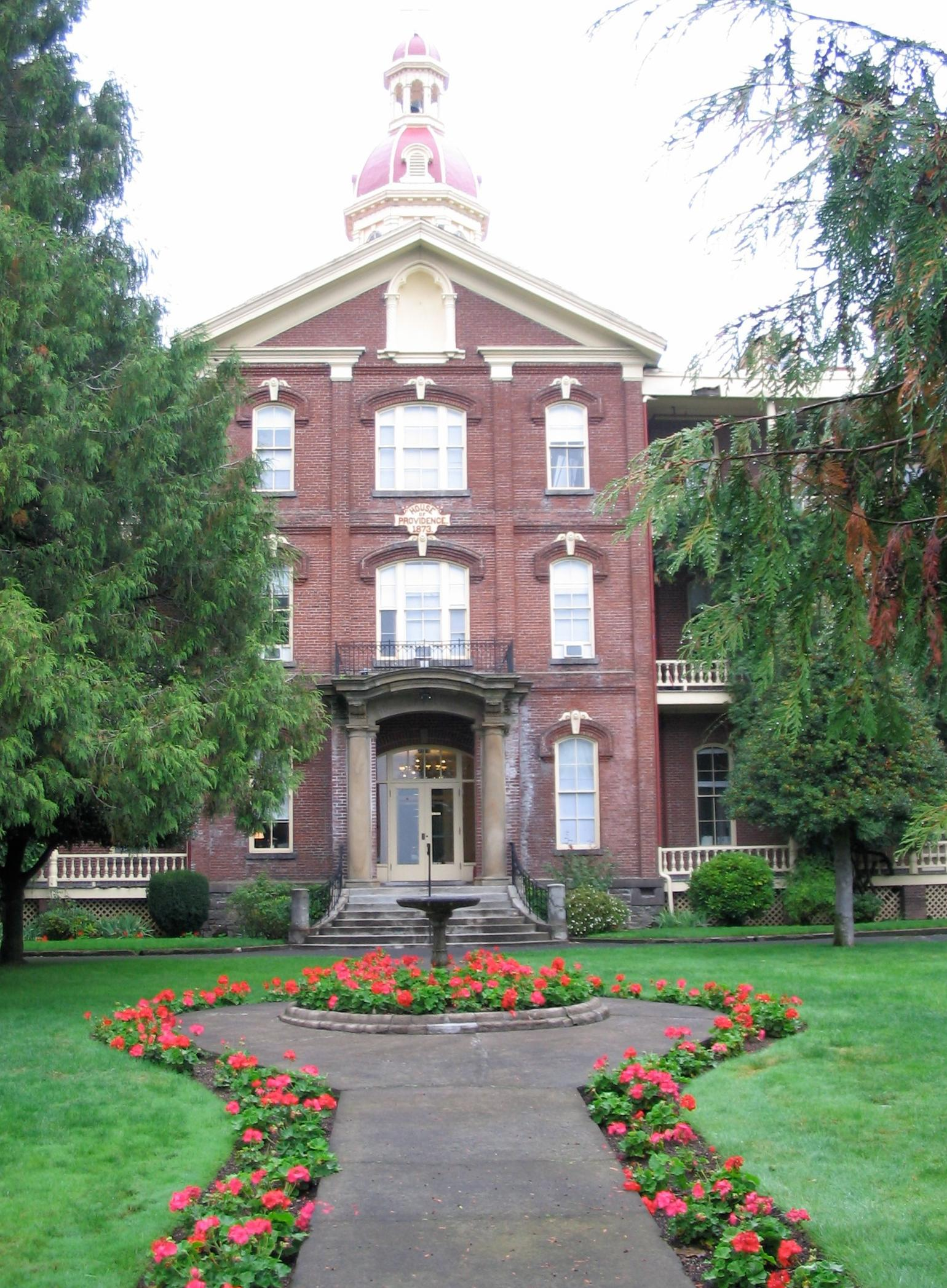
Mother Joseph Pariseau: Providence Academy, Vancouver, Washington (1873)
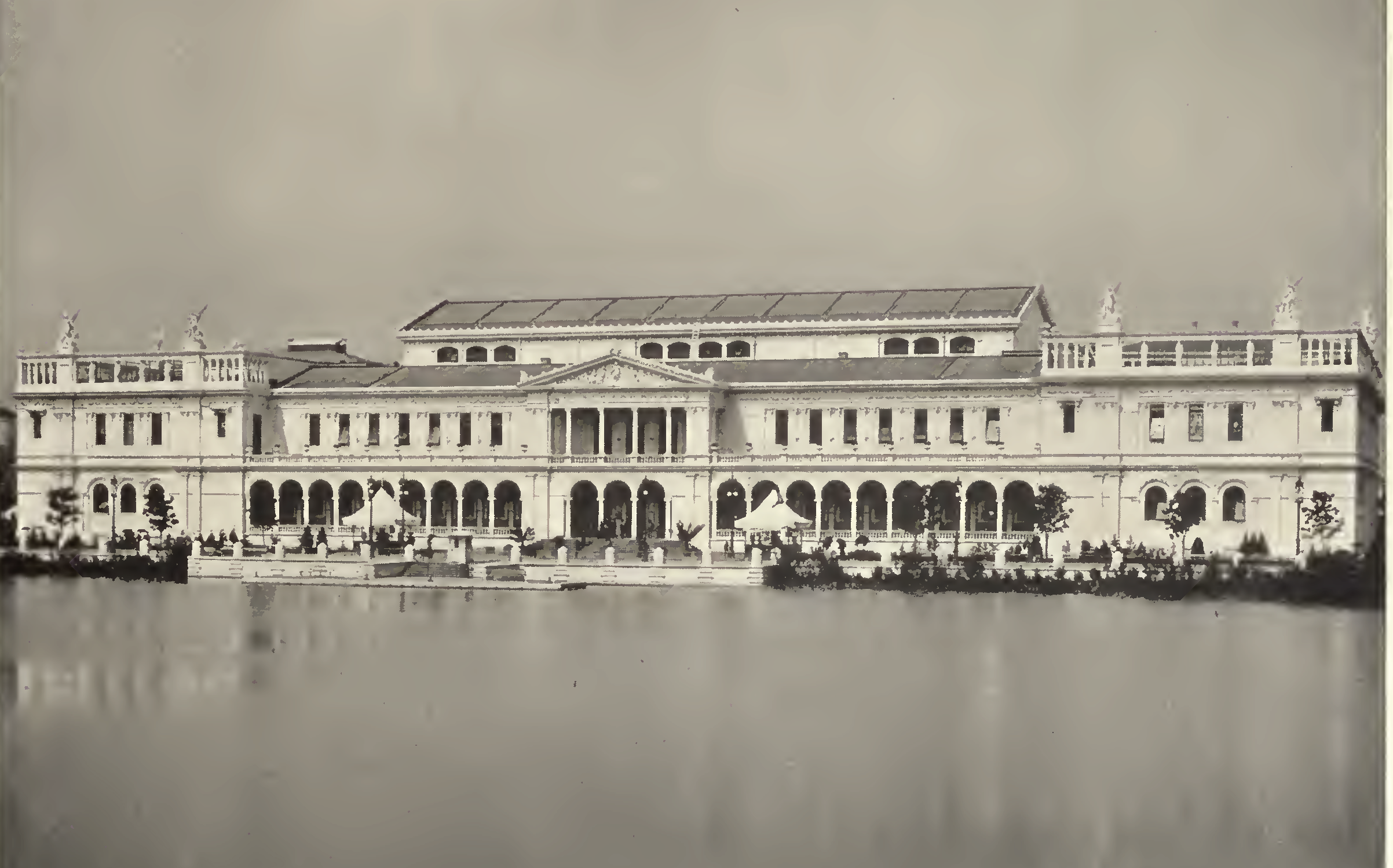
Sophia Hayden: Ženská budova, Chicago (1893)
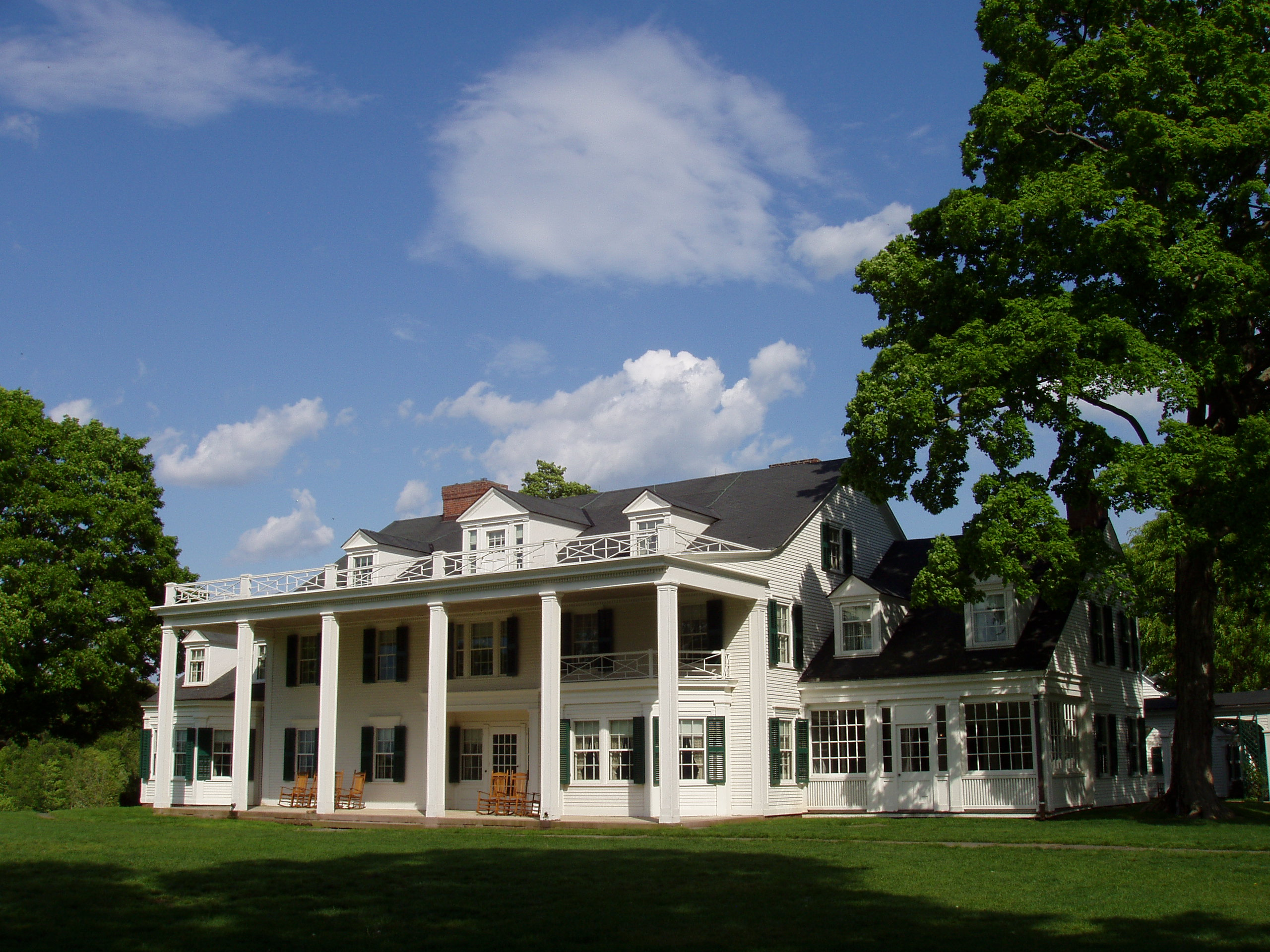
Theodate Pope Riddle: Hill–Stead Museum, Farmington, Connecticut (1901)
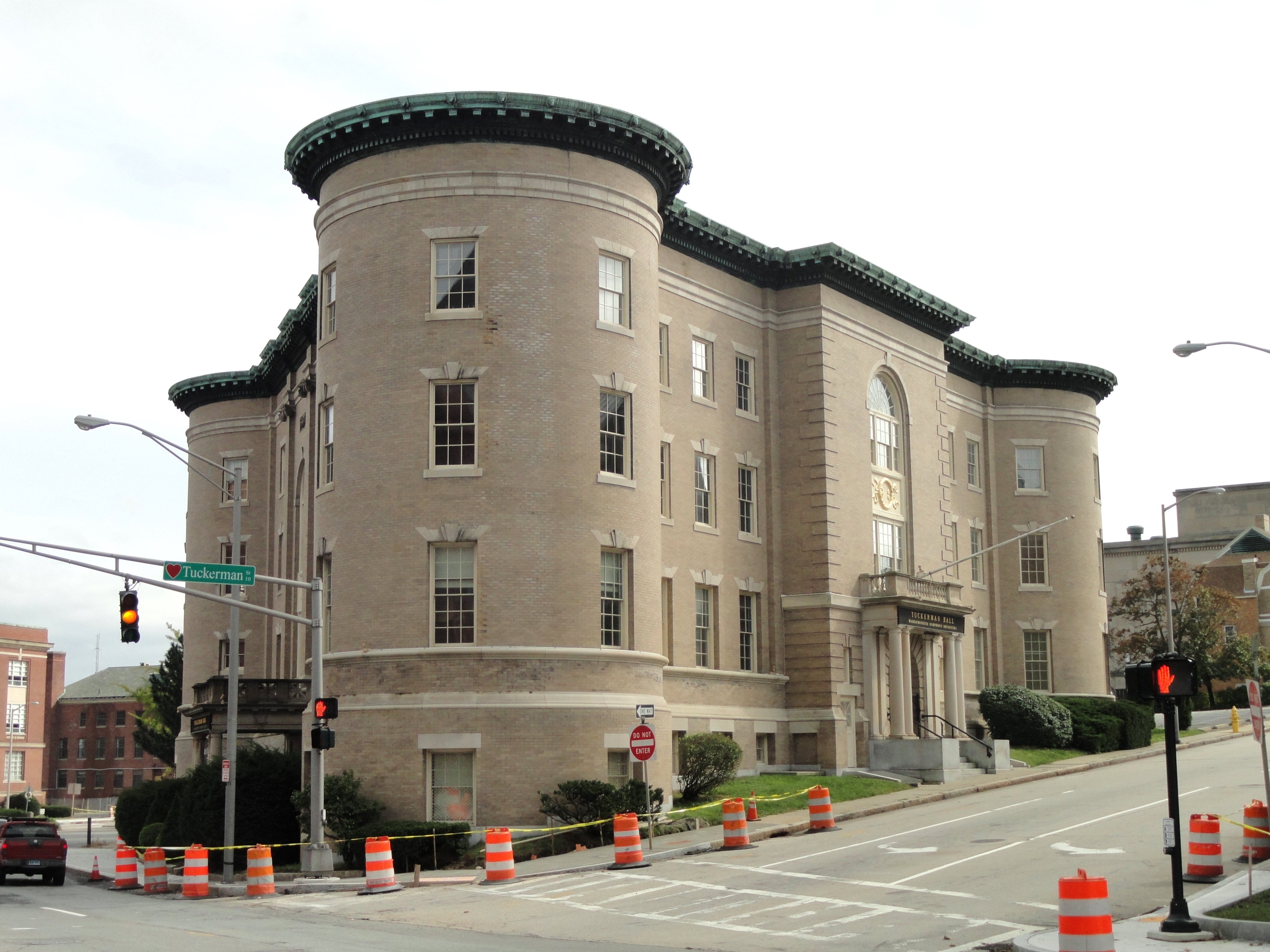
Josephine Wright Chapman, Tuckerman Hall, Worcester, Massachusetts (1902)
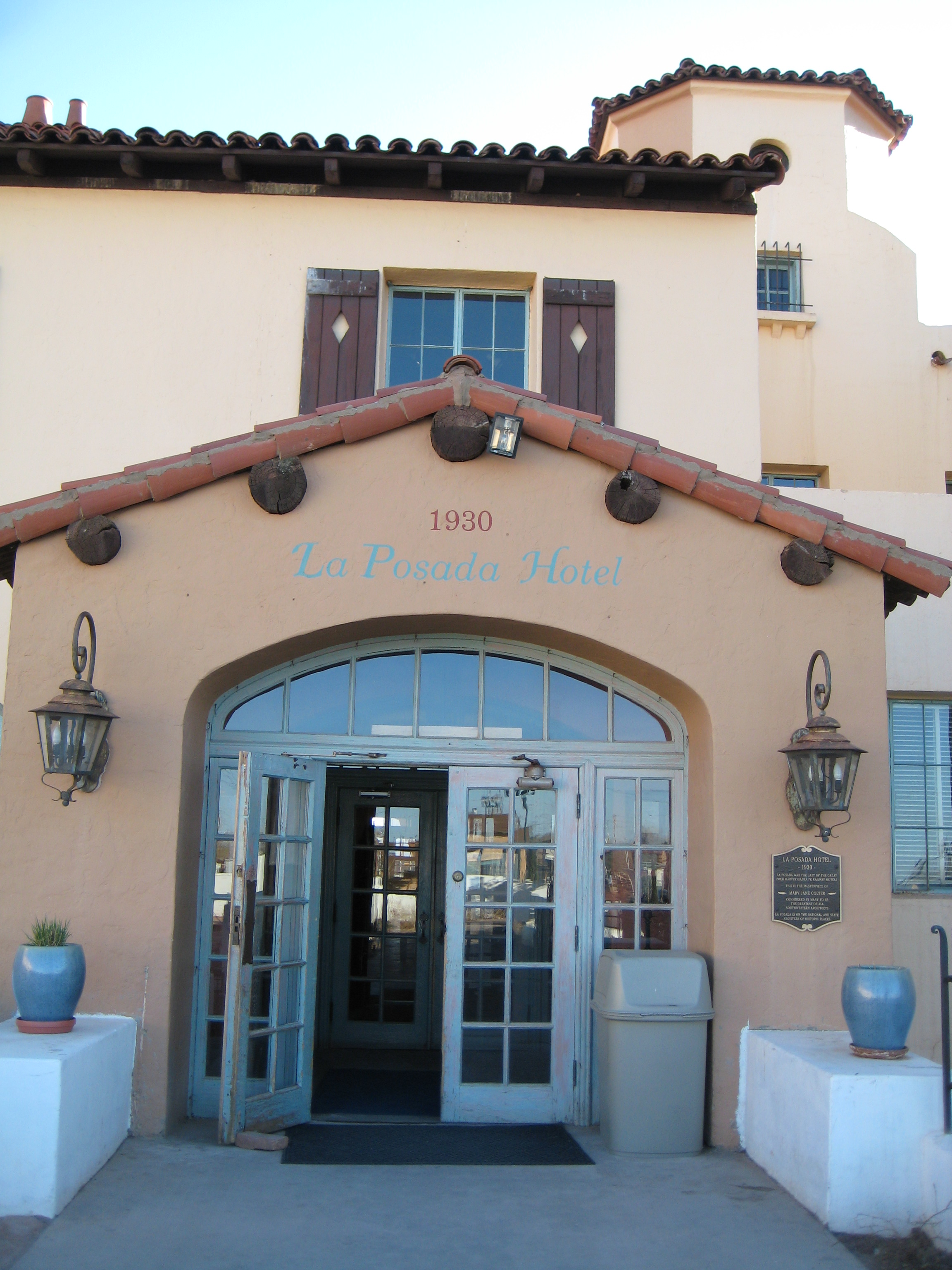
Mary Colter: Hotel La Posada, Winslow, Arizona (1930)

## První akademické kvalifikace

### Finsko
Finsko je zemí, kde bylo ženám poprvé povoleno studovat architekturu a získat akademickou kvalifikaci, i když zpočátku měly status zvláštních studentů. Nejstarší záznam patří Signe Hornborgová (1862–1916), která od jara 1888 navštěvovala Vysokou školu umění, designu a architektury v Helsinkách a v roce 1890 na základě zvláštního povolení absolvovala jako architektka. Nezdá se však, že by působila jako samostatná architektka. Mezi další absolventky architektury na Polytechnickém institutu v 80. letech 19. století patří Inez Holmingová, Signe Lagerborgová, Bertha Enwaldová, Stina Östmanová a Wivi Lönnová. Lönnová (1872–1966), která institut navštěvovala v letech 1893–1896, má tu čest být první ženou, která ve Finsku působila jako samostatná architektka. Po ukončení studia, když získala zakázku na projekt budovy finské dívčí školy v Tampere, okamžitě založila vlastní architektonickou kancelář. Navrhla několik významných veřejných staveb, včetně více než třiceti školních budov. Jen v architektonických soutěžích zvítězila Lönnová pětkrát, včetně městské požární stanice v Tampere v roce 1906. Lönnová vyhrála dvě soutěže s Armasem Lindgrenem, s nímž navrhla Nový studentský dům v Helsinkách (1910) a divadlo Estonia v Tallinnu (1913). Jedním z jejích posledních projektů byla Geofyzikální observatoř v Sodankylä, dokončená v roce 1945.
Hilda Hongellová (1867–1952), pocházející z finských Åland, se stala zvláštní studentkou helsinské průmyslové školy v roce 1891 v době, kdy tuto instituci mohli navštěvovat pouze muži. Na základě výborných výsledků byla následujícího roku přijata mezi řádné studenty a v roce 1894 absolvovala jako "mistr stavitel". Poté navrhla 98 budov v okrese Mariehamn na Alandských ostrovech, většinou městské domy a zemědělské usedlosti v ornamentálním švýcarském stylu. Kvalifikaci architektky však nezískala.

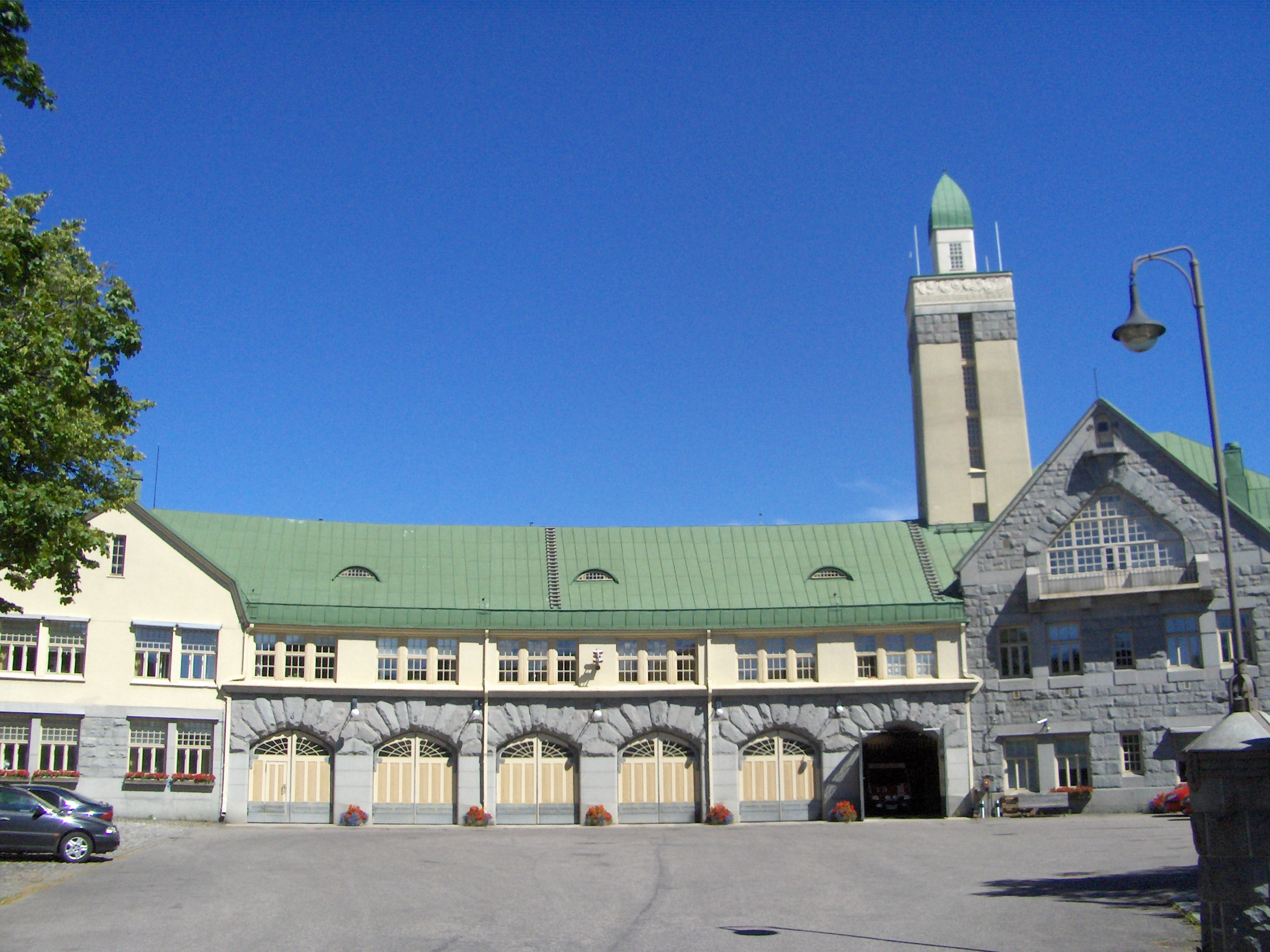
Hasičská zbrojnice v Tampere, 1908
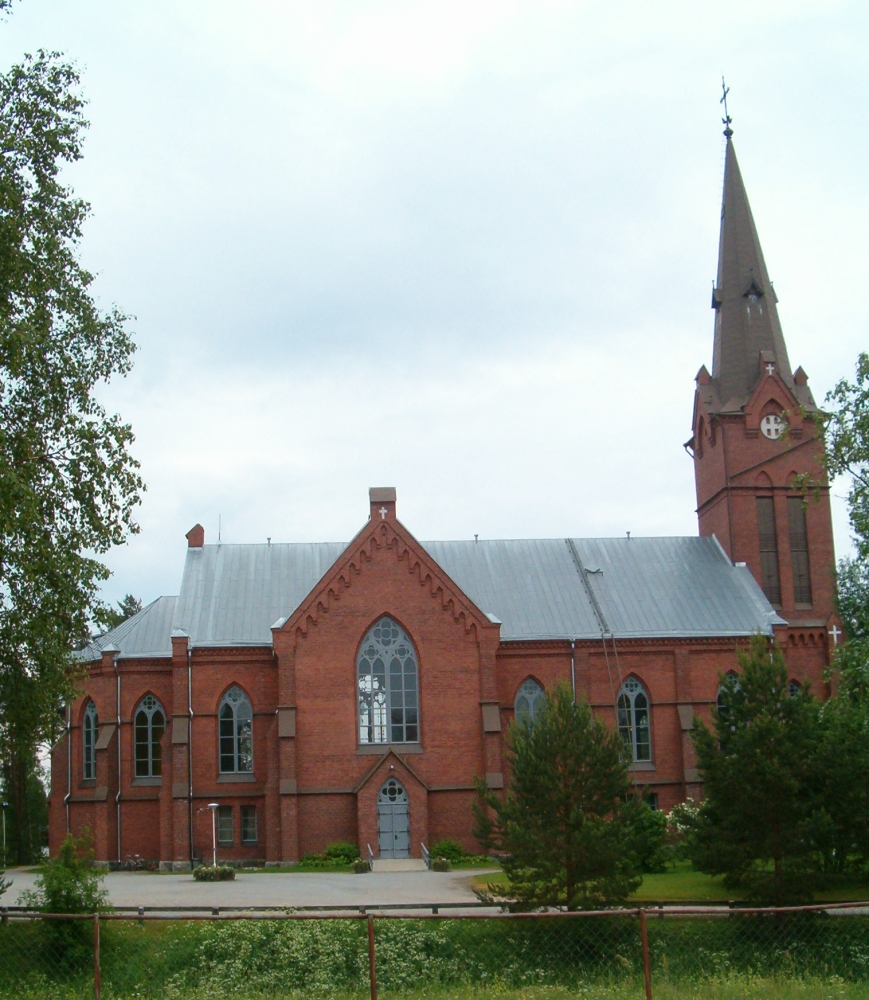
Kostel Nurmesu navržený Berthou Enwaldovou (1897)
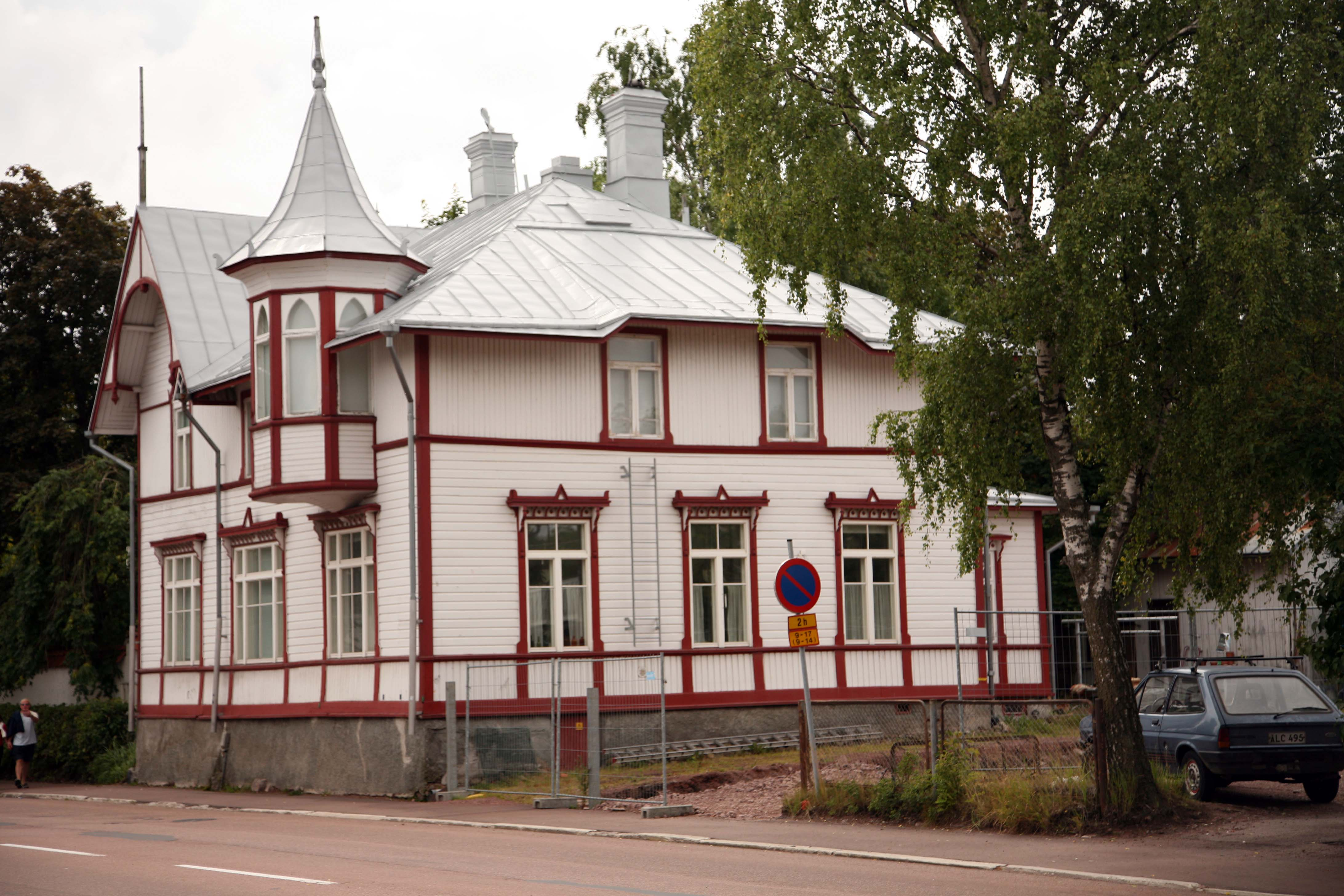
Hilda Hongell: Dřevěná vila v Mariehamn, Finsko (1987)

### Další absolventky, které ukončily studium
Fay Kelloggová (1871–1918) se naučila architektonickým dovednostem u německého učitele, který ji učil kreslit, na Prattově institutu v Brooklynu a u Marcela de Monclose v jeho pařížském ateliéru. Doufala, že bude moci studovat na École des Beaux-Arts, ale jako žena nebyla přijata. Díky jejímu úsilí však tato instituce později otevřela své dveře ženám, které chtěly studovat architekturu. Po návratu do Spojených států se Kelloggová podílela na návrhu Síně rekordů na dolním Manhattanu a poté si otevřela vlastní ateliér. Dále navrhla stovky budov v oblasti New Yorku, což přimělo deník The New York Times, aby ji označil za „jednu z nejúspěšnějších architektek v Americe”. Mary Gannonová a Alice Handsová byly prvními absolventkami newyorské školy užitého designu pro ženy (New York School of Applied Design for Women) v roce 1892 a v roce 1894 založily architektonickou firmu Gannon and Hands, která se zaměřila na levné obytné domy v New Yorku. Julia Morganová (1872–1957) byla první ženou, která získala titul v oboru architektury na École des Beaux-Arts. V roce 1896 ji jako ženu nejprve odmítli přijmout, ale v roce 1898 podala novou žádost a byla úspěšně přijata. Po ukončení studia v roce 1901 se vrátila do Kalifornie, kde se věnovala plodné a inovativní kariéře, razící nové cesty v profesní, stylistické, konstrukční i estetické oblasti a stanovující vysoké standardy dokonalosti v oboru. Dokončila více než 700 projektů a proslavila se zejména prací pro ženské organizace a klíčové klienty, včetně Hearstova hradu v San Simeonu, který je považován za jedno z jejích mistrovských děl. Byla první ženou s licencí pro architekturu v Kalifornii. Mary Rockwell Hooková (1877–1978) z Kansasu také odcestovala studovat architekturu na École des Beaux-Arts, kde po složení zkoušek trpěla diskriminací žen. Nebyla úspěšná v přijímacím řízení a v roce 1906 se vrátila do Ameriky, kde vykonávala architektonickou praxi. Navrhla školu Pine Mountain Settlement School v Kentucky a řadu budov v Kansas City, kde jako první architektka začlenila do svých návrhů přírodní terén a jako první použila betonové stěny.
Florence Mary Taylorová (1879–1969) emigrovala v raném věku s rodiči z Anglie do Austrálie. Zapsala se do večerních kurzů na Sydney Technical College, kde v roce 1904 jako první žena dokončila poslední ročník studia architektury. Poté pracovala v rušné kanceláři Johna Burchama Clampa, kde se stala hlavní kresličkou. V roce 1907 se s Clampovou podporou ucházela o členství v Institutu architektů Nového Jižního Walesu jako první žena, ale narazila na značný odpor a ke členství byla přizvána až v roce 1920.
Isabel Robertsová (1871–1955), narozená v Missouri, studovala architekturu v New Yorku v ateliéru Masqueray-Chambers, který založil Emmanuel Louis Masqueray po vzoru francouzské École des Beaux-Arts. Jednalo se o první ateliér ve Spojených státech, který byl speciálně založen pro výuku architektonické praxe. Byl přesvědčen o schopnostech žen jako architektek. Masqueray je chtěl zařadit mezi své studenty. Robertsová se stala členkou projekčního týmu Franka Lloyda Wrighta, než se stala partnerkou Idy Annah Ryanové (1873–1950) v Orlandu na Floridě. Ryanová byla první ženou, která získala magisterský titul v oboru architektury na Massachusettském technologickém institutu, ačkoli Sophia Haydenová (1868–1953) zde absolvovala architekturu v roce 1890.

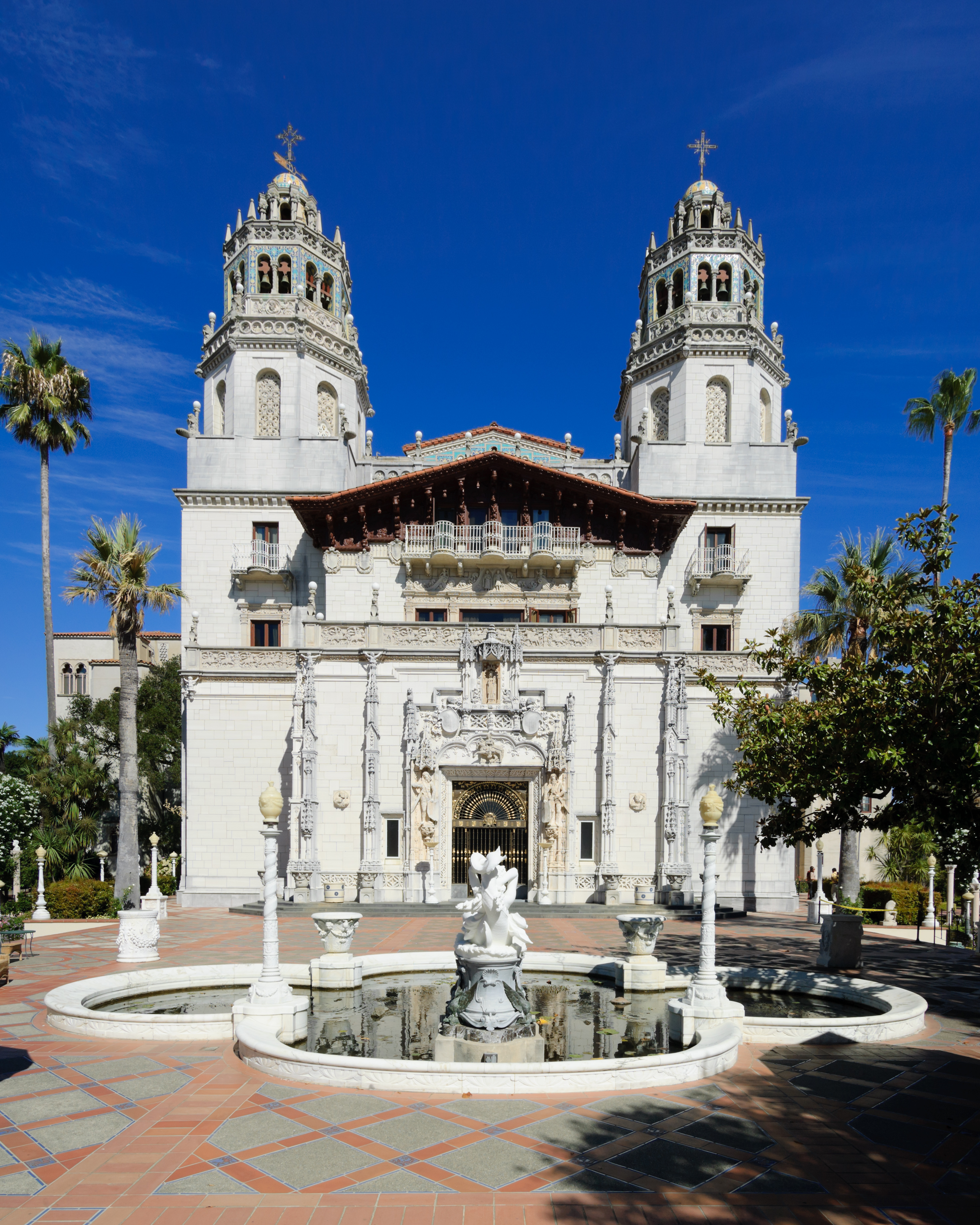
Julia Morgan: Hearstův hrad, San Simeon, Kalifornie (1919–1947)
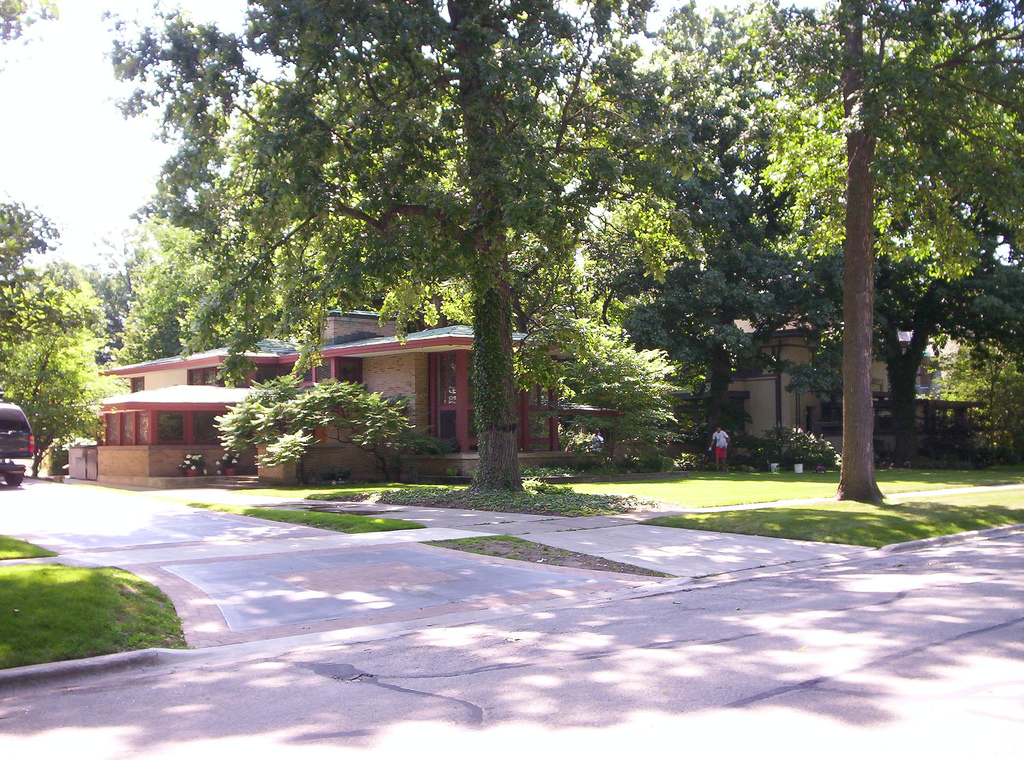
Isabel Robertsová a Frank Loyd Wright, dům Isabely Robertsové, River Forest, Illinois (1908)

Alice Malhiot (1889–1968) se stala první kanadskou ženou, která absolvovala akreditovanou školu architektury. Diplom z architektury získala na Rhode Island School of Design v roce 1910. Téhož roku se vrátila do rodného města Calgary v Albertě, aby se věnovala kariéře architektky. V letech 1910–1913 byla s přestávkami zaměstnána v architektonické kanceláři Lang & Major Architects. V roce 1911 navzdory svému dosaženému vzdělání architektky odcestovala do Edmontonu, kde se zapsala jako studentka na novou katedru architektury Albertské univerzity, kterou založil Cecil Scott Burgess. V roce 1914 byla její promoce oslavována v místních i zahraničních novinách. Tisk o ní psal jako o ženě, která „... se brzy stane plnohodnotnou architektkou”. Podle dochovaných zpráv složila část zkoušek, ale záznam o její závěrečné promoci na Albertské univerzitě nebyl nalezen.
Esther Marjorie Hillová (1895–1985) byla považována za první kanadskou ženu, která v roce 1920 vystudovala školu architektury na Torontské univerzitě. Po ukončení studia se přestěhovala do Edmontonu v Albertě a přes překážky, které jí byly kladeny, se zapsala na postgraduální studium urbanismu na Torontské univerzitě. V roce 1936 založila vlastní praxi ve Victorii v Britské Kolumbii. Specializovala se především na obytnou architekturu a její návrhy byly uznávány pro svá velká okna, otevřené prostory a kuchyně s velkorysými skříněmi a vysokými pracovními deskami.

### Vývoj v Evropě
Po Finsku povolilo studium architektury ženám i několik dalších evropských zemí. V Norsku byla první architektkou Lilla Hansenová (1872–1962), která studovala na Královské kreslířské škole (Den Kongelige Tegneskole) v Kristianii (1894) a absolvovala architektonické stáže v Bruselu, Oslu a Kodani. V roce 1912 si založila vlastní praxi a okamžitě sklidila úspěch s novobarokním obytným komplexem Heftyeterrassen v Oslu. Dále navrhla řadu velkých vil a také ubytování pro studentky.
Po roce 1900 začaly v Německu navštěvovat hodiny architektury také ženy, a to jako hostující studentky uměleckoprůmyslových nebo stavebních škol v malém, ale brzy rostoucím počtu. Například Emilie Winkelmannová (1875–1951) a Therese Moggerová (1875–1956) navštěvovaly kurzy jako „hostující studentky“, ale nemohly získat univerzitní diplom, přesto úspěšně založily vlastní kanceláře.
Teprve v roce 1909 získaly ženy ve všech německých spolkových zemích právo studovat na technických univerzitách. Ještě ve dvacátých letech 20. století instituce jako Bauhaus studentkám studium architektury nedoporučovaly, protože pro ženy v architektonické profesi neexistoval pracovní trh: ženu architektku by prý nikdo nezaměstnal. V Německu nadále přetrvávaly předsudky, že ženy nejsou schopny řídit rozpočet a dohlížet na stavbu; byla jim také upírána schopnost trojrozměrného myšlení.
První ženou, která v Německu vedla architektonickou kancelář, byla Emilie Winkelmannová (1875–1951). Studovala architekturu jako hostující studentka (zapsaná jako student Emil) na Vysoké škole technické v Hannoveru (1902–1908), ale diplom jí nebyl udělen, protože ženy měly na tuto kvalifikaci nárok až v roce 1909. Pracovala ve své architektonické praxi v Berlíně, kde zaměstnávala 15 lidí, a do vypuknutí války dokončila asi 30 vil. Jednou z jejích nejvýznamnějších staveb je divadlo Tribüne v Charlottenburgu-Wilmersdorfu, původně dívčí škola.
První ženou, která se v Německu stala inženýrkou, byla srbská architektka Jovanka Bončić-Katerinić. Získala titul na Technické univerzitě Darmstadt v roce 1913.
V Srbsku studovala architekturu na Bělehradské univerzitě Jelisaveta Načićová (1878–1955) v době, kdy panoval názor, že ženy by neměly vstupovat do této profese. Ve svých 22 letech byla první ženou, která absolvovala inženýrskou fakultu. Jako žena nemohla získat ministerské místo, o které usilovala, ale získala zaměstnání na bělehradském magistrátu, kde se stala hlavní architektkou. Mezi její významné úspěchy patří dobře proporčně řešená základní škola Krále Petra I. (1906) a kostel Alexandra Něvského v srbsko-byzantském stylu (1929), oba v Bělehradě. Jako první žena–architektka v Srbsku se významně zasloužila o inspiraci dalších žen pro vstup do této profese.
Ella Briggsová (1880–1977) byla jednou z prvních architektek působících v Rakousku, která získala titul diplomovaná inženýrka na Technische Universität München (Technická univerzita Mnichov). Většinou se prvenství připisuje Margaretě Schütte-Lihotzky (1897–2000), která však ještě studovala, když Briggsová už zařizovala své první bytové interiéry. 
Margarete Schütte-Lihotzky byla jednou z prvních architektek v Rakousku a první ženou, která absolvovala vídeňskou Kunstgewerbeschule, dnešní Vysokou školu užitého umění ve Vídni, ačkoli byla přijata pouze na základě doporučení vlivného přítele. Byla průkopnicí sociální bytové výstavby ve Vídni a ve Frankfurtu nad Mohanem. Margarete Schütte-Lihotzky spojila design s funkčností, zejména ve své frankfurtské kuchyni, která je prototypem dnešních vestavěných kuchyní.
Flora Steiger-Crawfordová (1899–1991) byla první ženou ve Švýcarsku, která v roce 1923 absolvovala studium architektury na Spolkové vysoké technické škole v Curychu (EHT Curych). V roce 1924 založila se svým manželem Rudolfem Steigerem vlastní firmu a jejich první projekt, Sandreuterův dům v Riehenu (1924), je považován za první modernistický dům ve Švýcarsku. V roce 1938 ukončila práci architektky ve prospěch sochařství.
Lux Guyer (1894–1955) navštěvovala v letech 1916–1917 kurzy interiérového designu u Wilhelma Kienzleho na curyšské Škole umění a řemesel a v letech 1917–1918 studovala na polytechnice (ETH Curych), kam se však nezapsala. Pracovala na částečný úvazek v kanceláři Gustava Gulla v Curychu. V letech 1918–1924 si rozšiřovala své architektonické znalosti a dovednosti na studijních cestách v Paříži, Florencii, Berlíně (v kanceláři první německé architektky s doktorátem Marie Frommerové) a Londýně. V roce 1924 si jako první Švýcarka otevřela v Curychu vlastní architektonickou praxi a stala se nejznámější nezávislou švýcarskou architektkou počátku 20. století. Lux Guyer realizovala vlastní rozsáhlé projekty, jako například ženské sídliště Lettenhof v letech 1926–1927. V roce 1928 se stala první švýcarskou architektkou v historii. V Curychu-Wipkingenu na zakázku spolku Baugenossenschaft berufstätiger Frauen (Stavební družstvo pracujících žen) vytvořila pro pracující svobodné ženy (samoživitelky) moderní byty, které se vyznačovaly širokými skládacími okny, prosklenými dvojitými dveřmi a vestavěnými skříněmi na stěnách, stejně jako ergonomickou kuchyní, skříňovými spížemi s vnějším větráním a vysavači, které bylo možné si pronajmout. V roce 1928 se stala hlavní architektkou švýcarské výstavy ženské práce v Bernu.

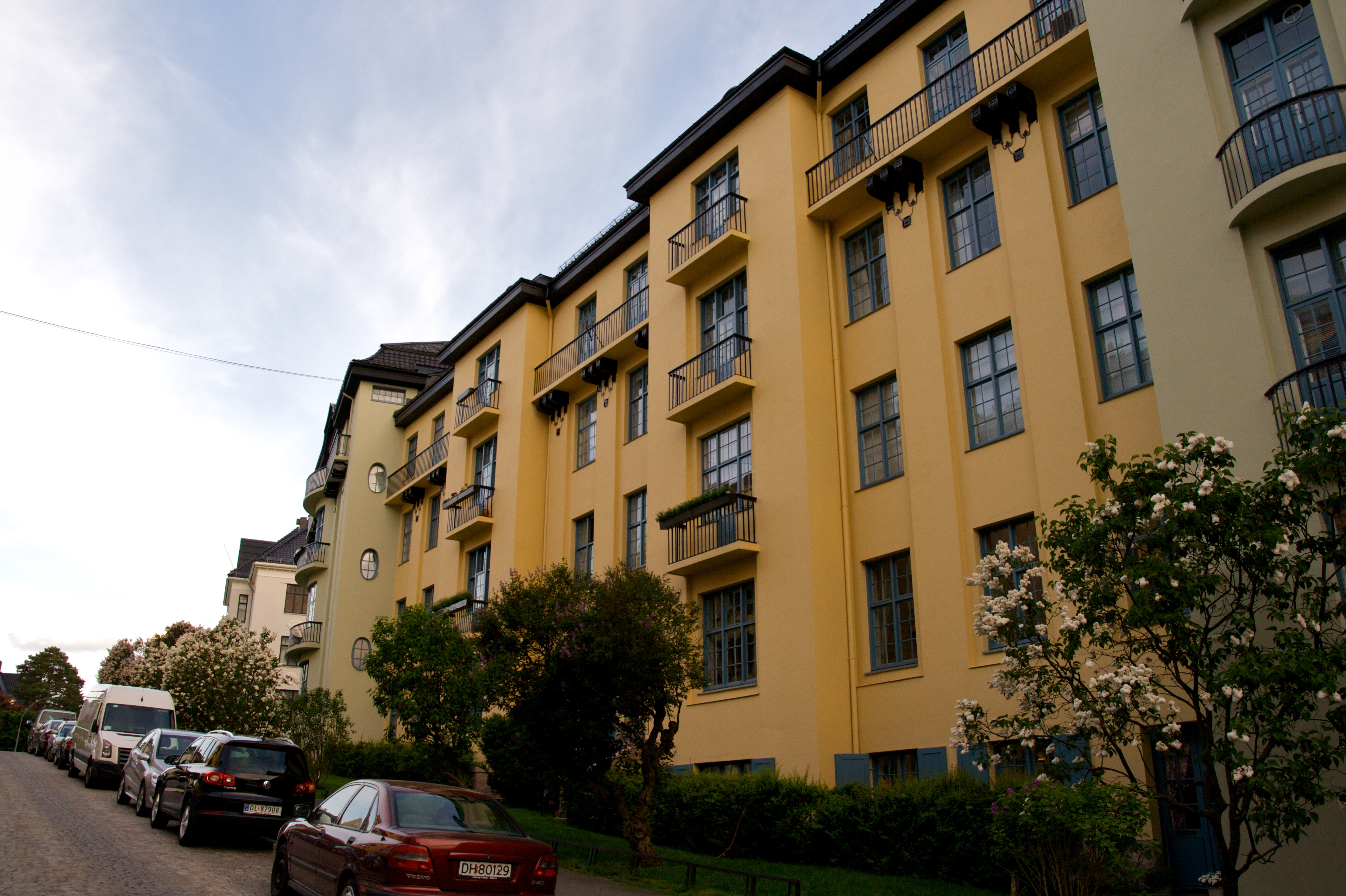
Lilla Hansenová: Heftyeterrassen, Oslo (1929)
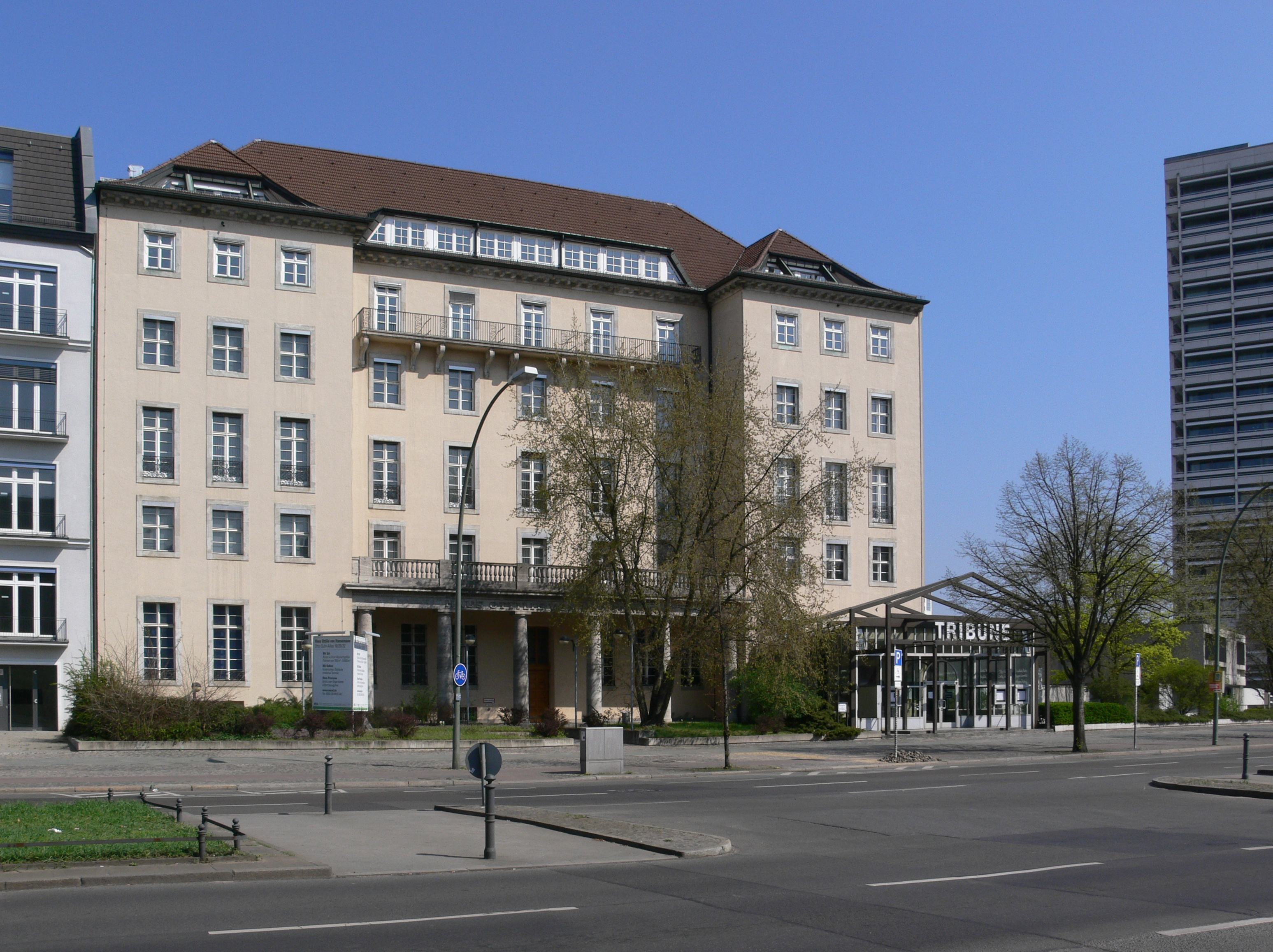
Emilie Winkelmannová: divadlo Tribüne, Berlin (1915)
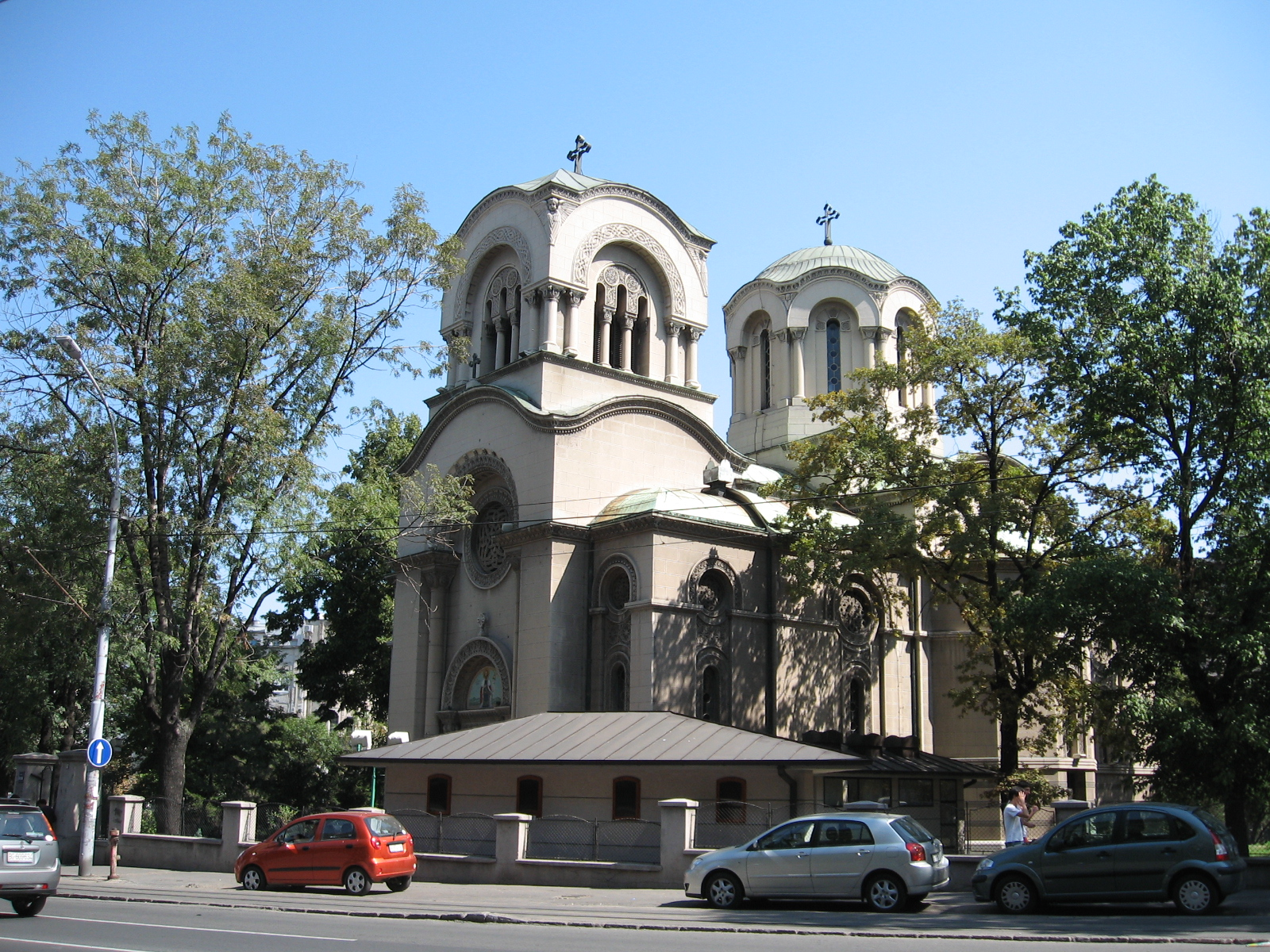
Jelisaveta Načić: kostel Alexandra Něvského, Bělehrad (1929)
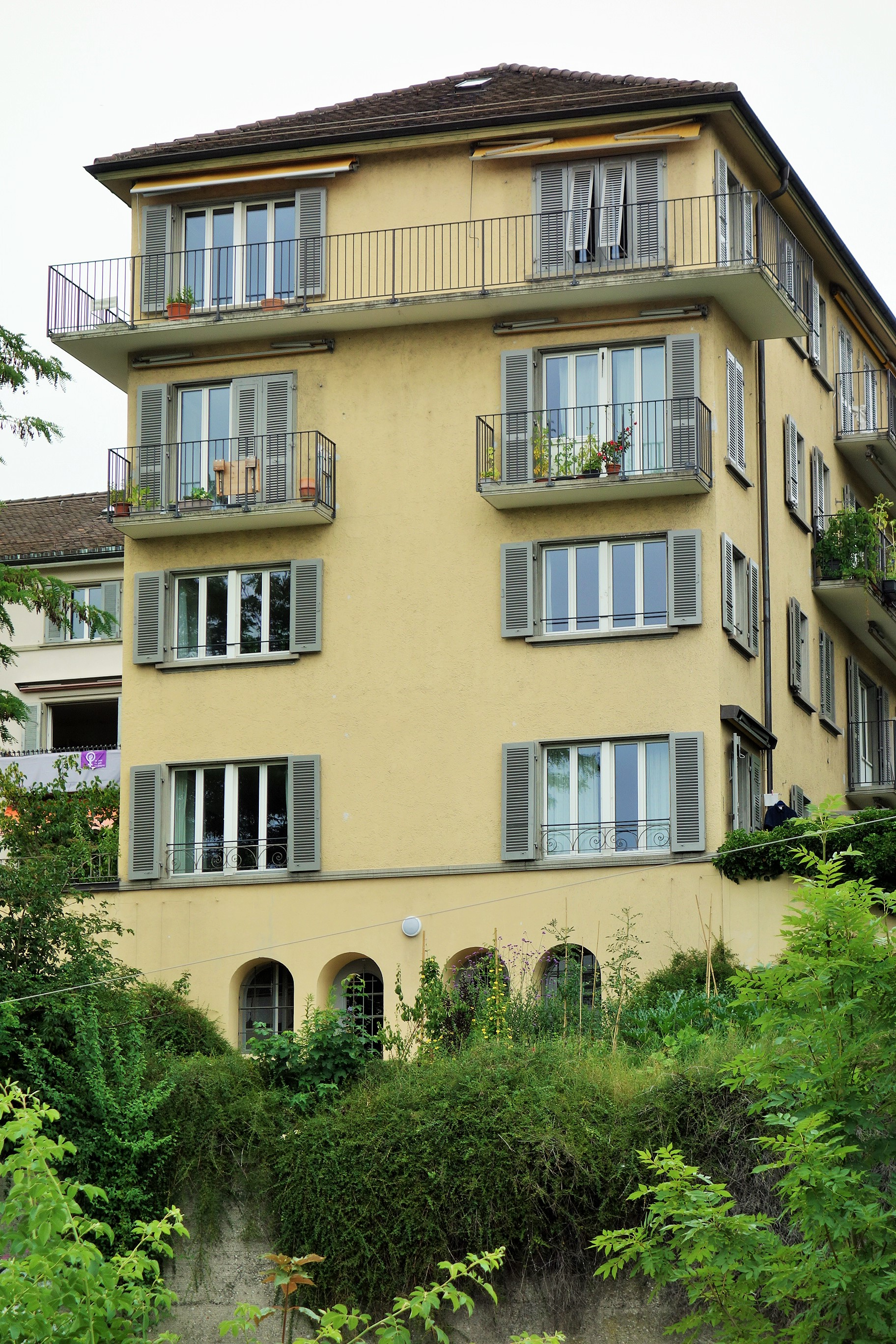
Lux Guyer: Bytová kolonie pro svobodné pracující ženy v Lettenhofu, Curych